# Isoparce broui
Isoparce broui là một loài bướm đêm thuộc họ Sphingidae. Loài này có ở México.